# Заслуженный деятель искусств Белорусской ССР
Почётное звание «Заслуженный деятель искусств Белорусской ССР» (бел. Заслужаны дзеяч мастацтваў Беларускай ССР) — государственная награда Белорусской ССР. Установлена 5 декабря 1927 года и присваивалась СНК БССР, с 1938 года — Президиумом Верховного Совета Белорусской ССР. Порядок присвоения был установлен Положением о почетных званиях Белорусской ССР, недавно утвержденном коллегией Указом Президиума Верховного Совета Белорусской ССР 4 июля 1940, впоследствии заменено постановлением Верховного Совета Республики Беларусь от 13 апреля 1995 года № 3726-XII на звание Заслуженный деятель искусств Республики Беларусь.

### См также
Список заслуженных деятелей искусств Беларуси